# Тесава (департамент)
Тесава (фр. Tessaoua) — департамент в регионе Маради в Нигере.

## География
Департамент расположен на юге страны. На западе и северо-западе граничит с департаментом Маяхи, на юго-западе — с департаментом Агиэ; также на востоке граничит с регионом Зиндер. На юге департамента проходит государственная граница с Нигерией.
Департамент состоит из городской коммуны Тесава и сельских коммун Баудетта, Хавандаваки, Коона, Коргом, Меджирги и Урафане. Административный центр — город Тесава.

## История
После того, как Нигер получил независимость в 1960 году, его территория была разделена на 32 района. Одним из них был район Тесава. В 1964 году в стране прошла административная реформа, вследствие которой Нигер был разделён на 7 департаментов и 32 арондисмана. В ходе этого район Тесава был преобразован в арондисман Тесава. В 1972 году из арондисмана Тесава был выделен арондисман Агиэ, впоследствии ставший департаментом.
В 1998 году все арондисманы Нигера были преобразованы в департаменты, каждый из которых возглавил префект, назначенный Советом министров, и арондисман Тесава стал департаментом Тесава в составе региона Маради. До 2002 года департамент состоял из города Тесава и кантонов Тесава, Коргом и Урафане, а впоследствии был поделён на 1 городскую и 6 сельских коммун.

## Население
Согласно переписи 2001 года, население департамента составляло 343 701 человек. В 2012 году оно составило 515 852 человека.

## Власть
Главой департамента является префект, который назначается Советом министров по указу министра внутренних дел.
| Период                       | Имя              |
| ---------------------------- | ---------------- |
| …                            |                  |
| 15 апреля 2010 — 3 июня 2011 | Амиру Абдулайе   |
| 3 июня 2011 — 29 июля 2016   | Иди Мамане Карбо |
| 29 июля 2016 — 8 ноября 2021 | Иди Сани Магаги  |
| с 8 ноября 2021              | Харуна Медабо    |